# Avatar
 Ovo je glavno značenje pojma Avatar. Za druga značenja pogledajte Avatar (razdvojba).
Avatar ili avatara (Sanskrt: अवतार, Avatāra) u hinduističkoj filozofiji je manifestacija ili inkarnacija božanskog bića u više različitih oblika na Zemlji. Obično se radi o očitovanju u vidu životinje, čovjeka ili nekog drugog bića. Sanskrtska riječ avatāra doslovno znači "silaženje" i obično podrazumijeva silazak u niže razine postojanja kako bi se ostvarila posebna svrha.
Rama je avatar Višnua, vrhovnog hinduističkog boga. Dok se Šiva i Ganesha isto opisuju kao oni koji silaze u obliku avatara, avatari Višnua u sebi nose veću teološku važnost. Najvažniji avatari u hinduističkoj mitologiji su: Kurma, Varaha, Vamana, Rama, Balarama, Krišna, Buda, Kalki itd.
Neki hinduistički spisi sadrže detalje i legende o Višnuovim avatarima, a također pripovijedaju o Višnuovom avataru Kalki.
Prema legendi, kad je Višnu sišao na Zemlju, bio je ribica. Manu je prao ruke u rijeci, a ribica ga zamoli da ga spasi. Manu je ribicu stavio u vrč, a kad je već bila veća, bacio ju je u ocean. Riba mu je rekla da će uskoro biti potop i da se mora pripremiti. Izgradio je lađu i tako je spasio ljude i životinje.